# Diócesis de Daru-Kiunga
La diócesis de Daru-Kiunga (en latín: Dioecesis Daruensis-Kiungana y en inglés: Roman Catholic Diocese of Daru-Kiunga) es una circunscripción eclesiástica de la Iglesia católica en Papúa Nueva Guinea. Se trata de una diócesis latina, sufragánea de la arquidiócesis de Puerto Moresby. Desde el 23 de mayo de 2021 su obispo es Joseph Tarife Durero, de los Misioneros del Verbo Divino.

## Territorio y organización
La diócesis tiene 99 600 km² y extiende su jurisdicción sobre los fieles católicos de rito latino residentes en la provincia Occidental.
La sede de la diócesis se encuentra en la ciudad de Kiunga, en donde se halla la Catedral de San Gerardo. En Daru (en la isla Daru) se encuentra la Concatedral de San Luis María Grignion de Montfort.
En 2023 en la diócesis existían 13 parroquias.

## Historia
Los papúes neoguineanos tribales de origen melanesio entraron en contacto con el mundo exterior cuando los misioneros monfortianos llegaron desde Canadá a finales de la década de 1950. 
La prefectura apostólica de Daru fue erigida el 16 de julio de 1959 mediante la bula Qui per electionem del papa Juan XXIII, obteniendo el territorio del vicariato apostólico de Puerto Moresby (hoy arquidiócesis).
El 15 de noviembre de 1966 la prefectura apostólica fue elevada a diócesis mediante la bula Laeta incrementa del papa Pablo VI.
Por decreto Per Constitutionem Apostolicam de la Congregación para la Evangelización de los Pueblos del 4 de septiembre de 1987 se trasladó la sede episcopal de Daru a Kiunga, la diócesis tomó su nombre actual y la catedral en Daru pasó a ser concatedral.

## Estadísticas
Según el Anuario Pontificio 2024 la diócesis tenía a fines de 2023 un total de 54 097 fieles bautizados.
| Año                                                                             | Población            | Población | Población      | Sacerdotes | Sacerdotes    | Sacerdotes    | Bautizados por sacerdote | Diáconos permanentes | Religiosos | Religiosos | Parroquias |
| Año                                                                             | Bautizados católicos | Total     | % de católicos | Total      | Clero secular | Clero regular | Bautizados por sacerdote | Diáconos permanentes | Varones    | Mujeres    | Parroquias |
| ------------------------------------------------------------------------------- | -------------------- | --------- | -------------- | ---------- | ------------- | ------------- | ------------------------ | -------------------- | ---------- | ---------- | ---------- |
| 1970                                                                            | 2215                 | 61 261    | 3.6            | 14         |               | 14            | 158                      |                      | 22         | 32         | 7          |
| 1980                                                                            | 6518                 | 83 400    | 7.8            | 13         |               | 13            | 501                      |                      | 26         | 32         | 8          |
| 1990                                                                            | 21 371               | 93 000    | 23.0           | 13         | 4             | 9             | 1643                     |                      | 24         | 31         | 11         |
| 1999                                                                            | 31 096               | 112 000   | 27.8           | 15         | 8             | 7             | 2073                     |                      | 11         | 35         | 10         |
| 2000                                                                            | 32 514               | 114 500   | 28.4           | 14         | 5             | 9             | 2322                     |                      | 13         | 32         | 12         |
| 2001                                                                            | 33 990               | 116 000   | 29.3           | 16         | 10            | 6             | 2124                     |                      | 11         | 37         | 13         |
| 2002                                                                            | 34 995               | 152 067   | 23.0           | 15         | 5             | 10            | 2333                     |                      | 16         | 39         | 13         |
| 2003                                                                            | 36 158               | 153 000   | 23.6           | 15         | 4             | 11            | 2410                     | 1                    | 17         | 35         | 13         |
| 2004                                                                            | 37 109               | 153 247   | 24.2           | 16         | 4             | 12            | 2319                     | 1                    | 18         | 35         | 12         |
| 2006                                                                            | 38 859               | 157 600   | 24.7           | 25         | 5             | 20            | 1554                     |                      | 31         | 38         | 12         |
| 2013                                                                            | 45 163               | 192 551   | 23.5           | 19         | 5             | 14            | 2377                     |                      | 22         | 40         | 13         |
| 2016                                                                            | 48 352               | 209 633   | 23.1           | 18         | 2             | 16            | 2686                     |                      | 21         | 30         | 13         |
| 2019                                                                            | 51 174               | 211 000   | 24.3           | 15         | 1             | 14            | 3411                     |                      | 20         | 25         | 13         |
| 2021                                                                            | 52 549               | 216 511   | 24.3           | 13         |               | 13            | 4042                     |                      | 19         | 27         | 13         |
| 2023                                                                            | 54 097               | 218 867   | 24.7           | 19         | 5             | 14            | 2847                     |                      | 18         | 26         | 13         |
| Fuente: Catholic-Hierarchy, que a su vez toma los datos del Anuario Pontificio. |                      |           |                |            |               |               |                          |                      |            |            |            |

## Episcopologio
- Gérard-Joseph Deschamps, S.M.M. † (17 de octubre de 1961-2 de enero de 1999 nombrado obispo de Bereina)
- Gilles Côté, S.M.M. (2 de enero de 1999-23 de mayo de 2021 retirado)
- Joseph Tarife Durero, S.V.D., desde el 23 de mayo de 2021